# Puya raimondii
Puya raimondii là loài dứa lớn nhất là thuộc Họ Dứa,  cao tới 3–4 m với hoa cao tới 9–10 m. Puya raimondii, còn được gọi là Nữ hoàng của dãy Andes, là một loài đặc hữu của Bolivia và Peru, và có phân bố giới hạn Andes cao ở độ cao 3200 – 4800 m. Loài này được các nhà khoa học người Pháp Alcide d'Orbigny (1802-1857) người phi bản địa đầu tiên phát hiện ra nó vào năm 1830, trong khu vực của Vacas, Cochabamba Departmento, Bolivia ở độ cao 3.960 m (12.992 ft). Tên của Puya Raimondii kỷ niệm các nhà khoa học người Ý Antonio Raimondi (1826-1890), người cư trú tại Peru trong nhiều năm và thực hiện nhiều khám phá thực vật có. Ông đã phát hiện ra loài này sau đó ở Peru trong khu vực của de Huantar Chavin và xuất bản nó là Pourretia gigantea in El Perú, Volume 1, Page 297 . Năm 1928, tên đã được thay đổi thành Puya raimondii theo nhà thực vật học người Đức Hermann Harms. Cây này có một cụm hoa khổng lồ có thể đạt đến chiều cao m đến 10, với hơn 3.000 bông hoa và 6.000.000 hạt giống trong mỗi nhà máy. Chu kỳ sinh sản của nó là khoảng 40 năm.
Một cây trồng gần mực nước biển tại vườn thực vật Đại học California, Mỹ, vào năm 1958 đã lên đến 7,6 m (24 ft 11) và nở sớm nhất là tháng 8 năm 1986 chỉ sau 28 năm. Nó không những là cây là lớn nhất của loài puya, nhưng cũng là Bromeliad lớn nhất. Nó có thể đạt 3 m cao trong tăng trưởng thực vật, với một cành hoa 9–10 m. Giống như hầu hết các dứa, nó chết ngay sau khi ra hoa. Nó được coi là một loài có nguy cơ tuyệt chủng. Hạt giống được thu thập của P. raimondii trong năm 1999 và 2000 của các rodales của Huashta Cruz (huyện Pueblo Libre, khu vực Ancash, Peru), gần thành phố Caraz. Nó cũng được biết là mọc ở huyện Masma Chicche tỉnh Jauja.

## Hình ảnh

Leaves
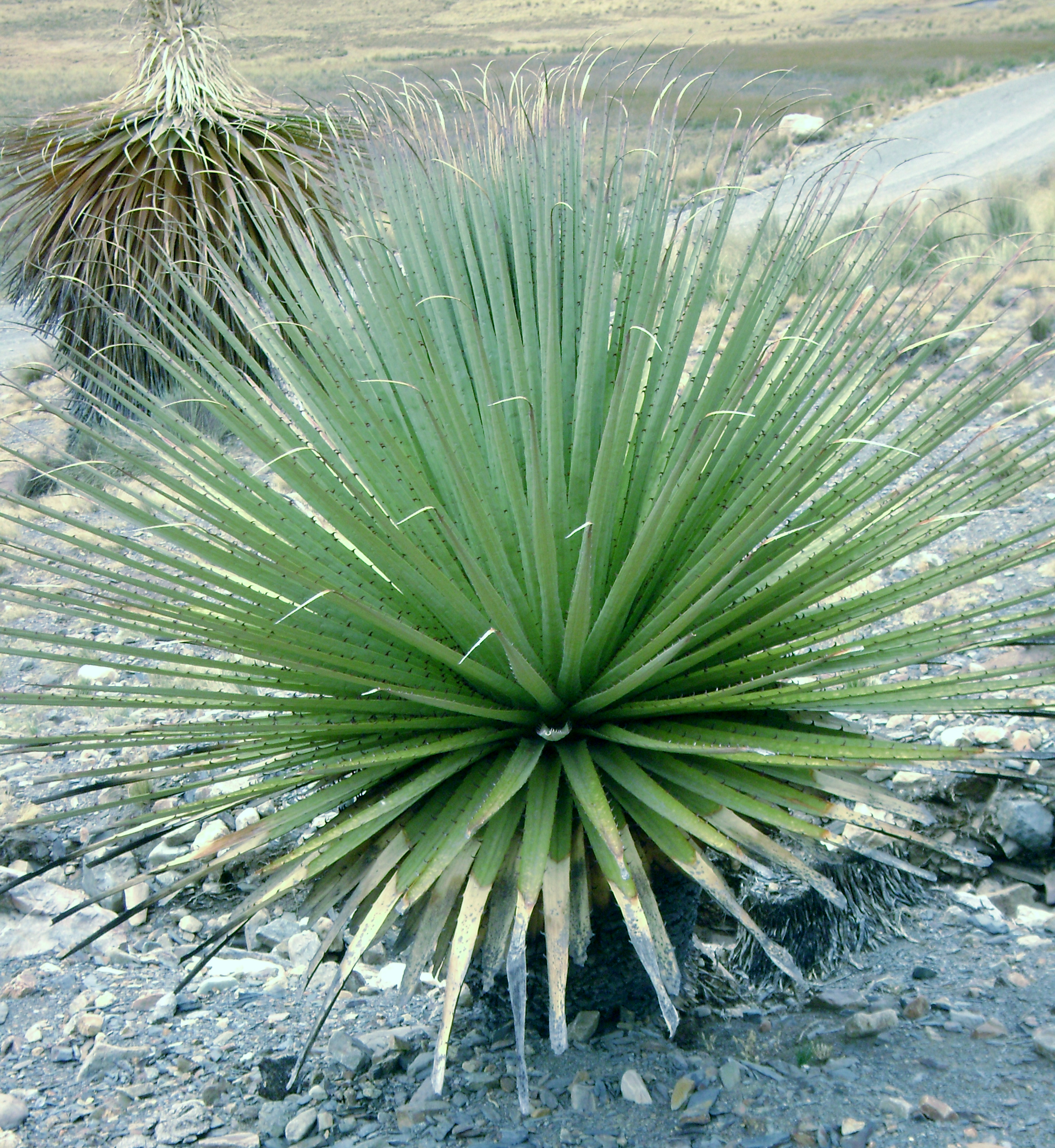
Plant
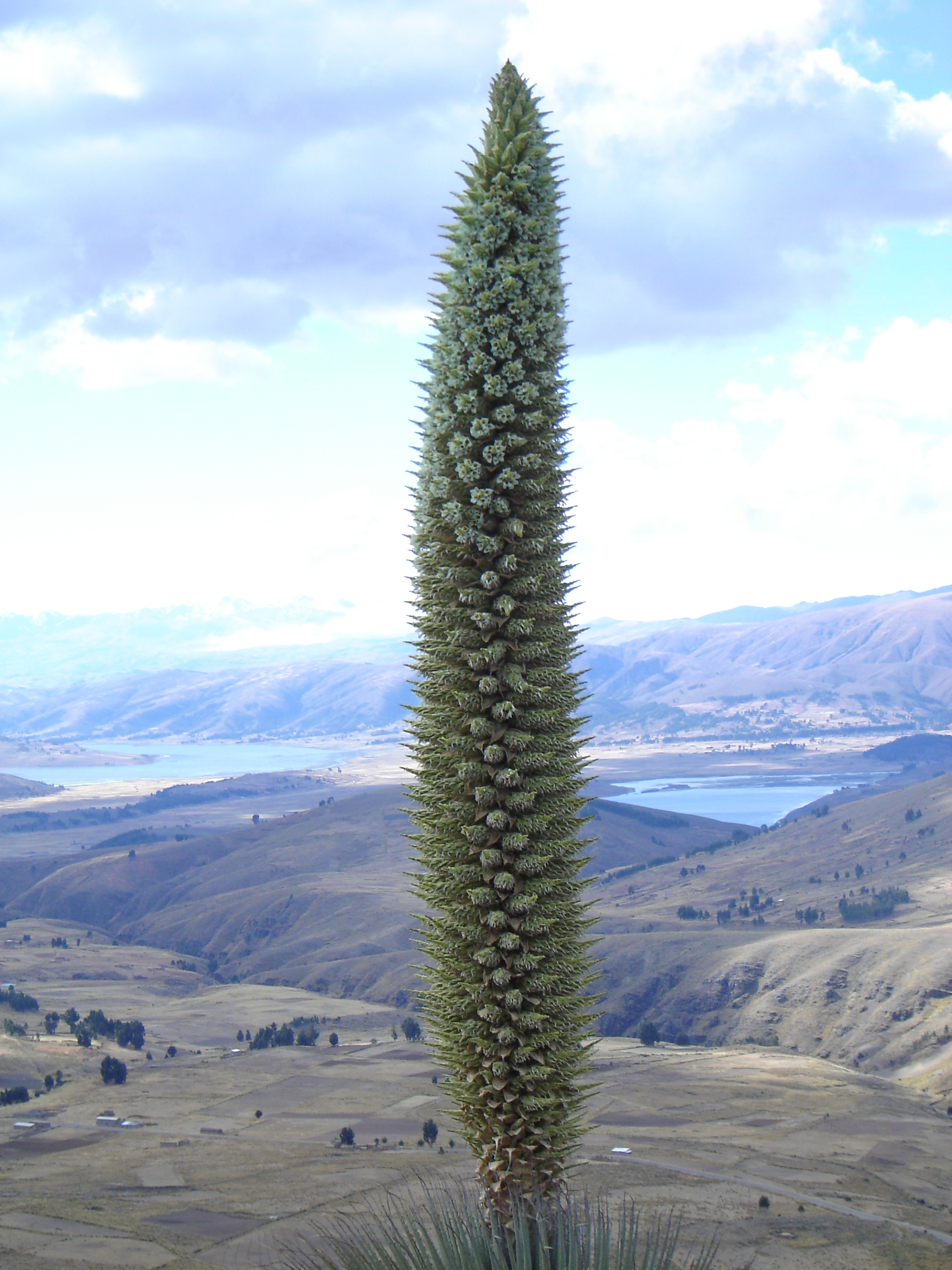
Inflorescence
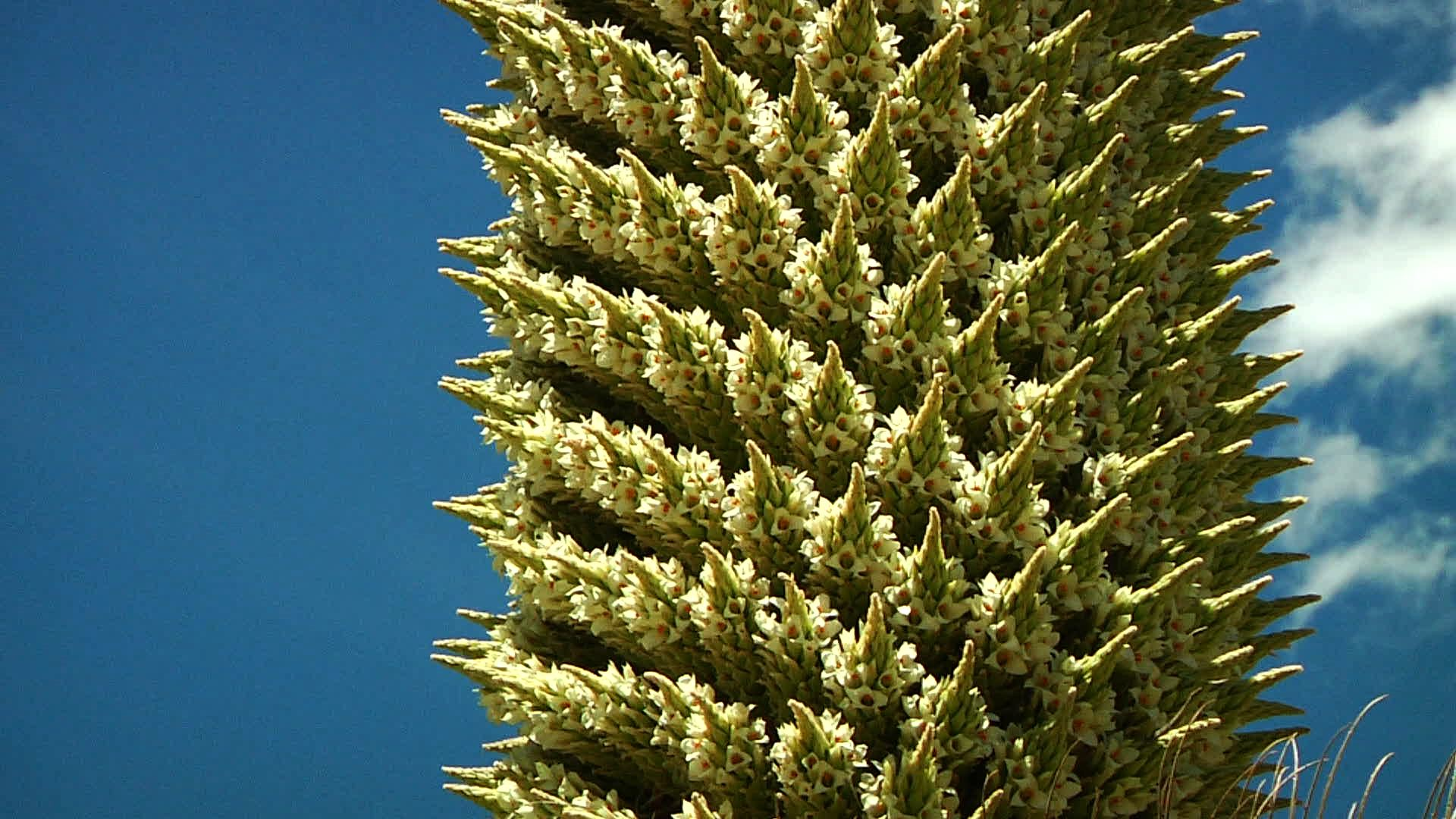
Inflorescence closeup
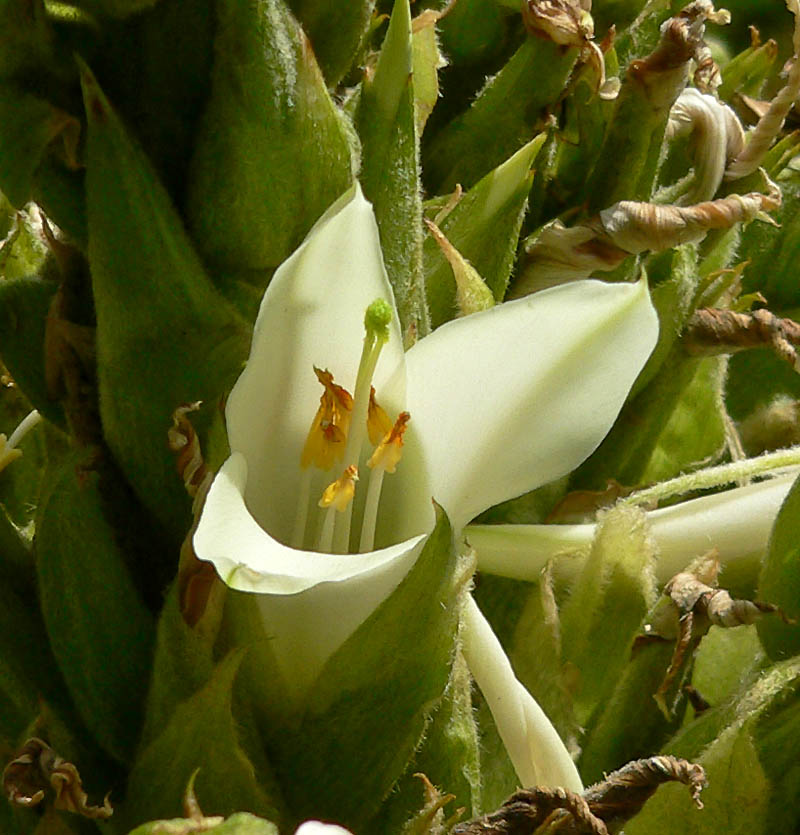
Close-up of flower.
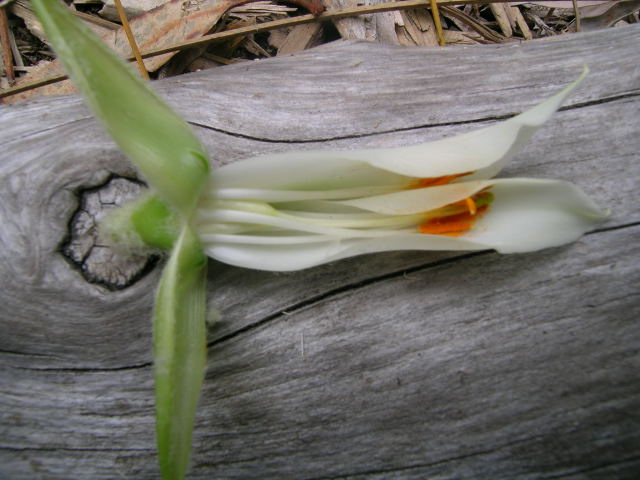
Flower dissection